# Símbolos de Toluca
Los símbolos de Toluca de Lerdo son el escudo municipal y la bandera municipal, que representan solo a la entidad administrativa municipal.

## Escudo

Glifo de Tollocan.

El nombre Toluca proviene de la voz náhuatl Tollohcan, que significa ‘lugar donde habita el dios Tolloh’ (Nzehñi en otomí, Imbomáani en matlatzinca, Zúmi en mazahua y Tsindijets en tlahuica). De acuerdo a los estudios de Cecilio Robelo, Toluca significa ‘en donde está el dios Tolo’ o ‘cerro del dios Tolo’ o ‘lugar del dios Tolo’. Sus raíces gramaticales son toloqui, de toloa, ‘inclinar o bajar la cabeza’.
El escudo del municipio está dentro de un campo de gules con el territorio del estado y el glifo topónimo Tolutepetl que representa a la ciudad cerca del Nevado de Toluca o Xinantécatl, cuyos extremos superiores caen hacia atrás. En parte inferior lleva un mote de Municipio de Toluca.

### Historia
El escudo de la ciudad de Toluca fue asignado en 1799 por Carlos IV cuando se le entregó el título y escudo de ciudad. Ese escudo real mostraba los colores de la bandera española, amarillo y rojo, así como cuatro leones rampantes, águilas coronadas con la realeza española, dos torres y otras figuras en fondo celeste, color tradicionalmente atribuido a los Borbones, casa real a la que pertenecía Carlos IV. El escudo heráldico también contiene una flor, posiblemente del toloche.
El 14 de noviembre de 1985, se aprobó la legalidad y el uso oficial del escudo de armas del municipio de Toluca, que retoma el escudo del Estado de México con copete del escudo nacional. Fue legislado por el cabildo municipal en curso, para sustituir el glifo topónimo del Tolultepec y el antiguo escudo virreinal.

## Bandera
La bandera de Toluca es un lienzo blanco con el escudo del municipio, es izada en eventos oficiales junto a la bandera de México y en algunas ocasiones con la bandera del Estado de México. La bandera actual es blanca aunque hubo otras banderas.

### Diseño y simbolismo
El seguimiento de los colores son los siguientes:
| Nombre | Color | Código HEX |
| ------ | ----- | ---------- |
| Blanco |       | #FFFFFF    |

La bandera civil de Toluca tiene los mismos colores de la bandera nacional y son los siguientes:
| Nombre | Color | Código HEX | Símbolo              |
| ------ | ----- | ---------- | -------------------- |
| Verde  |       | #006847    | Tierra               |
| Blanco |       | #FFFFFF    | Religión             |
| Rojo   |       | #C90016    | Sangre de los héroes |

### Historia

Primera bandera de Toluca.

La bandera más antigua de Toluca apareció en el Primer Batallón de Pueblos Libres de Toluca a cargo de Felipe Berriozábal con el fin de combatir a las bandas de canallas que asolaban el Estado de México, al término de la guerra de Reforma en 1861.
La primera bandera de la ciudad de Toluca fue una bandera tricolor de verde, blanco y rojo con un escudo del municipio. Los tres colores fueron adoptados por la bandera de las Tres Garantías en honor a los insurgentes independentistas de la nación mexicana. Actualmente, cada año se coloca en todo el municipio condecoraciones de color verde, blanco y rojo para honrar a los héroes de la independencia, dando origen a la bandera tricolor de Toluca que ondea cada año en la Plaza Principal de los Mártires y en el Ayuntamiento en el mes de septiembre.
La segunda bandera de la ciudad de Toluca es un pendón blanco con el escudo municipal, éste símbolo ha sido adoptado por el ayuntamiento, aunque no cuenta con legislación dentro del bando municipal a diferencia del escudo municipal.
| Evolución de la Bandera de Toluca |                    |                                                              |
| Años                              | Bandera Municipal  | Información relevante                                        |
| 1985-2020                         | Bandera de México. | (4:7) Primera bandera de la ciudad. Adoptada en el año 1985. |
| 2020                              | Bandera de México. | (4:7) Segunda bandera de la ciudad. Adoptada en el año 2020. |

## Himno
El himno de Toluca es un símbolo del municipio mexiquense que lo representa.
I
- Que sube en vuelo sonoro
- hasta las estrellas donde arde el afán.
- Toluca y hada.
- aquí sagrada.
- sembrando en tu entraña
- nuestro corazón.

II
- ¡Oh dulce y buena,
- la de la fragante azucena
- la del marfil,
- la de los romeros,
- la de los primeros.
- Truenos en las cumbres de la canción.

III
- ¡Oh parva pero grande, por que tú expandiste
- hasta la inmensidad lo mismo en horas,
- que cuando sé de tu ímpetu,
- provincia impoluto el romantiza.
- bondad, fervor pueriles virgiliano.
- de raso hijos, el beato robusto suelo.

IV
- ¡Rincón solariego de nuestros mayores
- En donde vivimos los años mejores;
- De la patria, santo, bendito girón!
- ¡Toluca! ¡Toluca! ¡Madre! Musa y hada
- Aquí te dejamos ¡Oh tierra sagrada!,
- Sembrado en tu entraña nuestro corazón.